# You Love Her Coz She's Dead
You Love Her Coz She's Dead é um duo de música eletrônica britânico formado em 2007, cuja música tem sido comparada a bandas como Digitalism, Crystal Castles e ocasionalmente, Daft Punk. A banda assinou contrato com a gravadora francesa Kitsuné em 2008, lançando o Inner Angst City EP, bem como vários remixes com esse rótulo.
You Love Her Coz She's Dead apareceu, em seguida, tocando o single "Superheroes", na terceira temporada da premiada série de drama adolescente britânica Skins, no episódio "JJ", durante uma cena de luta em uma boate, seguindo os passos das aparições anteriores de artistas em destaque na série, tais como Crystal Castles e Foals.
You Love Her Coz She's Dead lançou digitalmente uma canção chamada "Paraffin", que foi escrita especialmente para o projeto de caridade Buffetlibre DJ's 'PEACE' da Anistia Internacional. Eles ganharam o prêmio de "Best Act Electronica" do Indy Awards em 2008.
Em 2011 a banda lançou seu álbum de estréia auto-intitulado.
Em 30 de abril de 2012, o produtor Jay Dead anunciou no site da banda a saída oficial de Elle Dead. Após alguns meses de incerteza sobre os rumos da banda, o produtor Jay Dead anunciou Poppy Dead como nova integrante.
O nome do grupo foi alterado de You Love Her Coz She's Dead para YOU LOVE HER em 24 de maio de 2022.

## Discografia

### Álbuns
- You Love Her Coz She's Dead (2011)
- New Superheroes & Demos (2015)

### EP's
- Inner City Angst (2008)
- Crystal Deth (2015)

### Singles
- "Superheroes" (2008)
- "Dead End" (2008)
- "Me Versus You" (2009)
- "Young Tender Hearts Beat Fast" (2009)
- "Paraffin" (2010)
- "Sunday Best" (2010)
- "This Skeleton Dances Like No Other" (2011)

### Compilações
| Álbum ou Compilação          | Data de Lançamento    | Música      |
| ---------------------------- | --------------------- | ----------- |
| Gildas & Masaya - Paris      | 6 de Maio de 2008     | Wizards     |
| Kitsuné Maison Compilation 6 | 27 de Outubro de 2008 | Superheroes |